# Université Lille-III
Cet article concerne l'Université Lille-III ayant existé entre 1970 et 2017. Pour l'université unifiée, voir Université de Lille.
L'université Lille-III ou université Charles-de-Gaulle est une ancienne université française de Lille dans les Hauts-de-France, de 1970 à 2017, principalement implantée sur la commune de Villeneuve-d'Ascq, au sein du campus Pont-de-Bois avec des annexes à Roubaix et Tourcoing. 
Elle s'est réunifiée avec les universités Lille-I et Lille-II en 2018 pour former une seule grande université de Lille pluridisciplinaire de 70 000 étudiants.

## Histoire

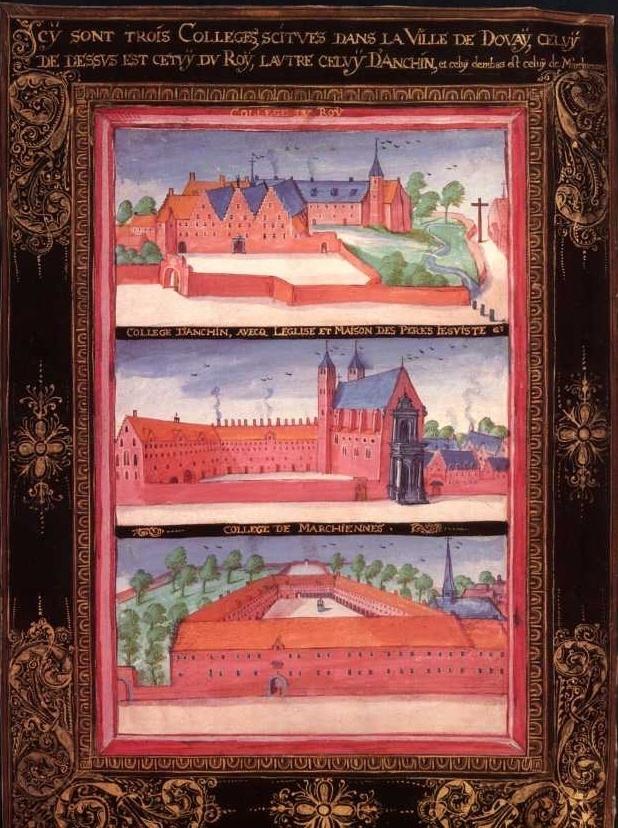
Université de Douai (1559-1795).

Elle s'est également provisoirement appelée université de Lille, sciences humaines et sociales pour amorcer la réunification (mais ce dernier nom n'était pas officiel et n'apparait pas dans les décrets). Spécialisée en sciences humaines et sociales, lettres, langues et arts, elle était issue de l'ancienne faculté de lettres de l’université de Lille, héritière de l'université de Douai créée en 1559.
Les annexes de Roubaix concernaient l'UFR des langues étrangères appliquées ainsi que le département (qui a valeur d'école) « Infocom », ancien IUP, et qui est aujourd'hui pôle d'excellence en sciences de l'information et de la communication.

### Chronologie
- 1562 : inauguration de l’université de Douai, à 30 km de Lille, autorisée par une bulle du pape Paul IV le 31 juillet 1559 et comprenant les facultés de théologie, droit canon, droit civil, médecine et arts.
- 1793 : décret de la Convention nationale du 15 septembre 1793, article 3 ordonnant la suppression des collèges et des facultés.
- 1808 : décret du 17 mars 1808 sur l'université impériale et création d'une faculté de lettres à Douai, ouverte le 1er mai 1810.
- 1815 : arrêté de la Commission d'instruction publique du 31 octobre 1815 confirmée par l'ordonnance du roi du 18 janvier 1816, supprimant des facultés de lettres et de sciences, dont celles de Douai.
- 1854 : loi du 14 juin 1854, décret du 22 août 1854 rétablissant la faculté de lettres de Douai
- 1887 : décret du 22 octobre 1887 transférant la faculté de lettres de Douai à Lille
- 1896 : loi du 10 juillet 1896 transformant les « corps de facultés » en universités (établissement de l’université de Lille).
- 1970 : subdivision de l'université de Lille en trois entités autonomes, à la suite de la loi Faure du 12 novembre 1968. La faculté de lettres de Lille devient l'université Charles-de-Gaulle Lille-III.
- 1974 : transfert sur le campus de Villeneuve-d'Ascq, quartier Pont-de-Bois.
- 2018 : Lille-III fusionne avec Lille-I et Lille-II pour former l'université de Lille.

### La faculté de Douai (1559-1789)
Une université fondée à Douai en 1559 disparaît durant la Révolution française.

### La faculté de lettres
La faculté de lettres de Douai ne connaît qu'une brève renaissance sous le Premier Empire entre 1808 et 1815. L'année 1854 est marquée par la résurrection effective d'une faculté de Lettres qui s'implante de nouveau à Douai. Après de vifs débats, la faculté est transférée à Lille en 1887 et intègre des locaux situés à proximité de la rue Gautier de Châtillon (actuelle rue Angellier). Les bâtiments des facultés de droit et de lettres sont inaugurés en mai 1895. L'université de Lille chapeaute l'ensemble des facultés publiques de Lille à partir de 1896.

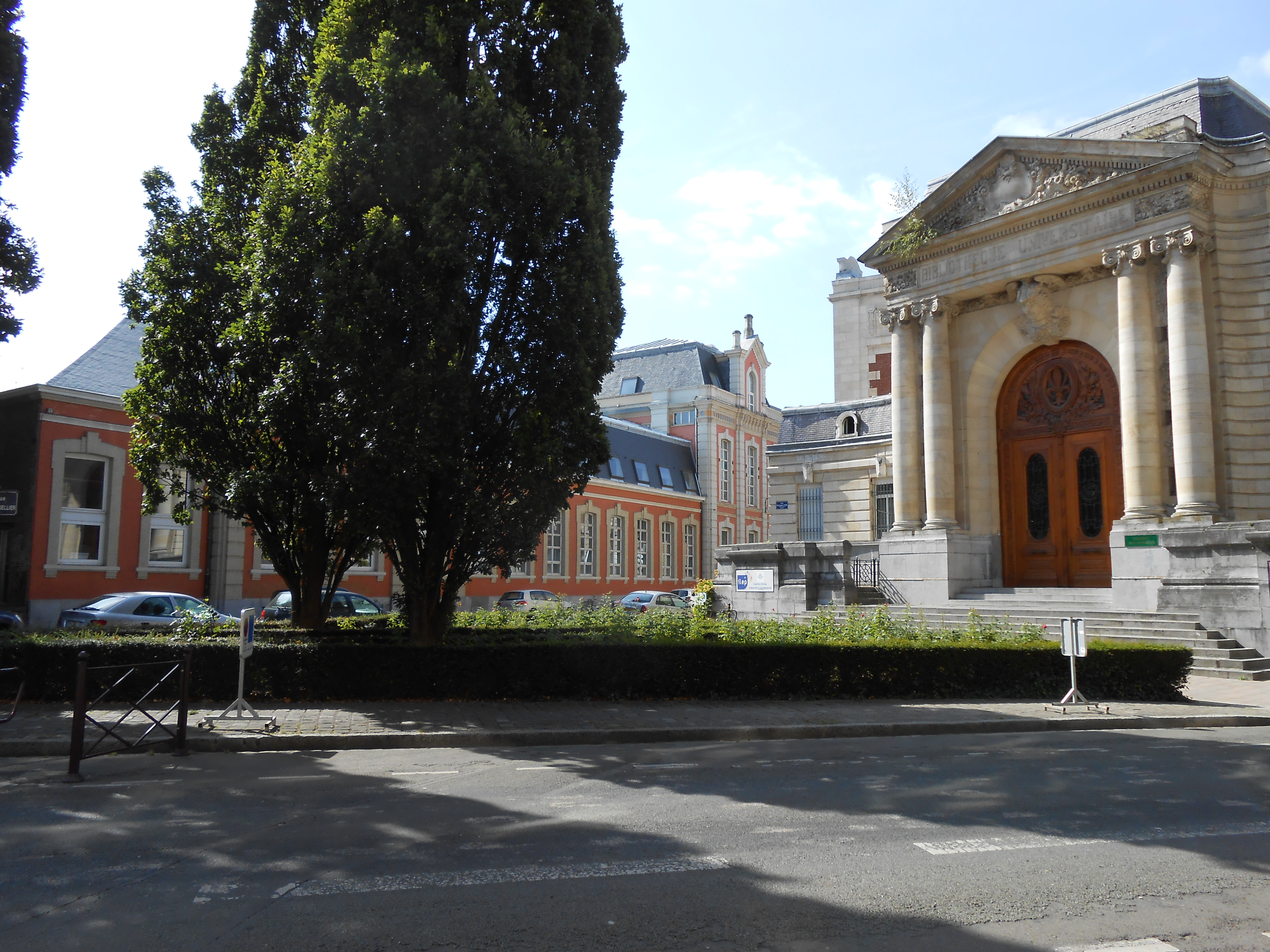
Ancienne bibliothèque universitaire devant l'Institut industriel du Nord.
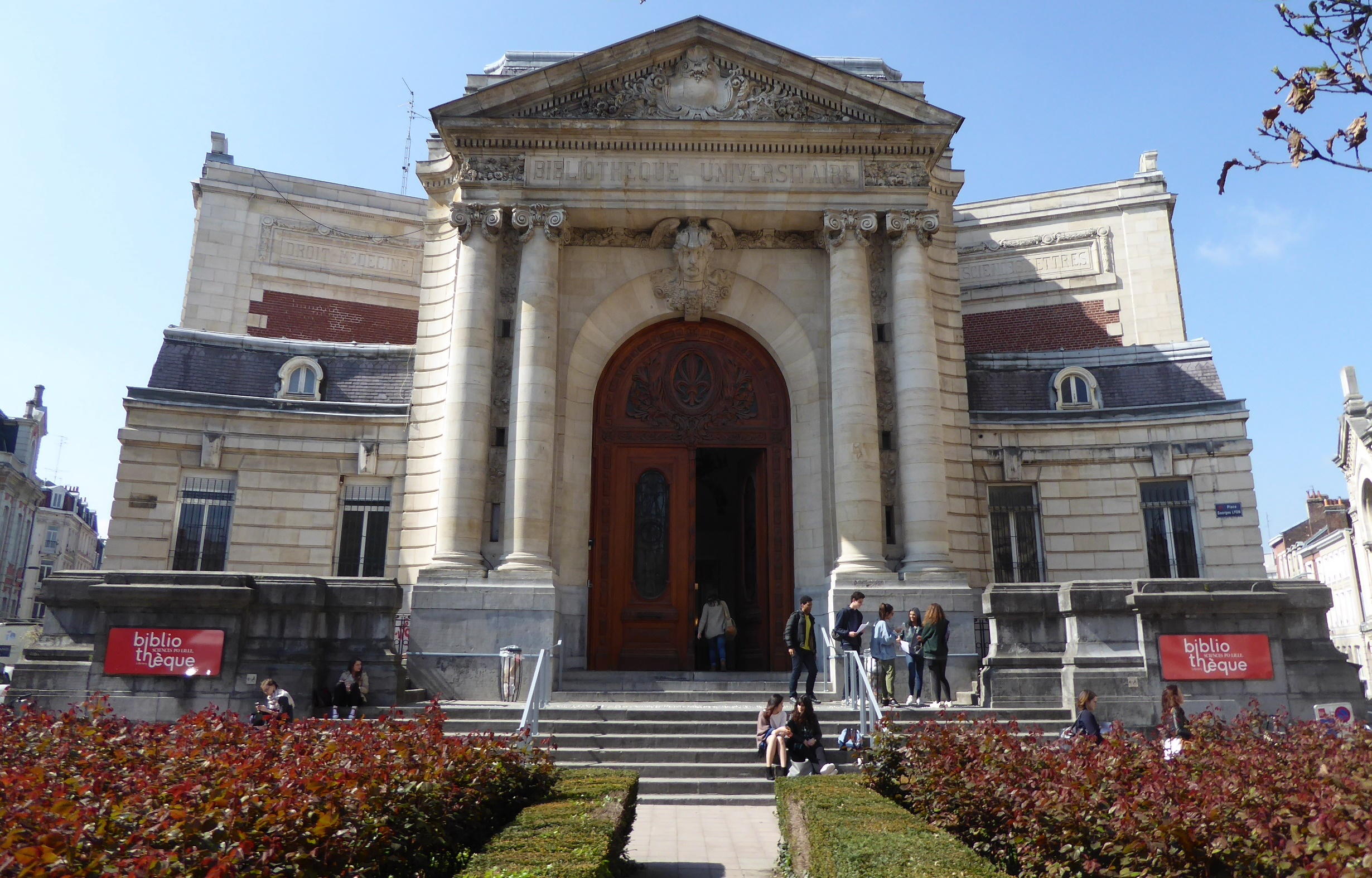
Ancienne bibliothèque universitaire, à l'angle entre rue Jean-Bart et rue de Bruxelles.
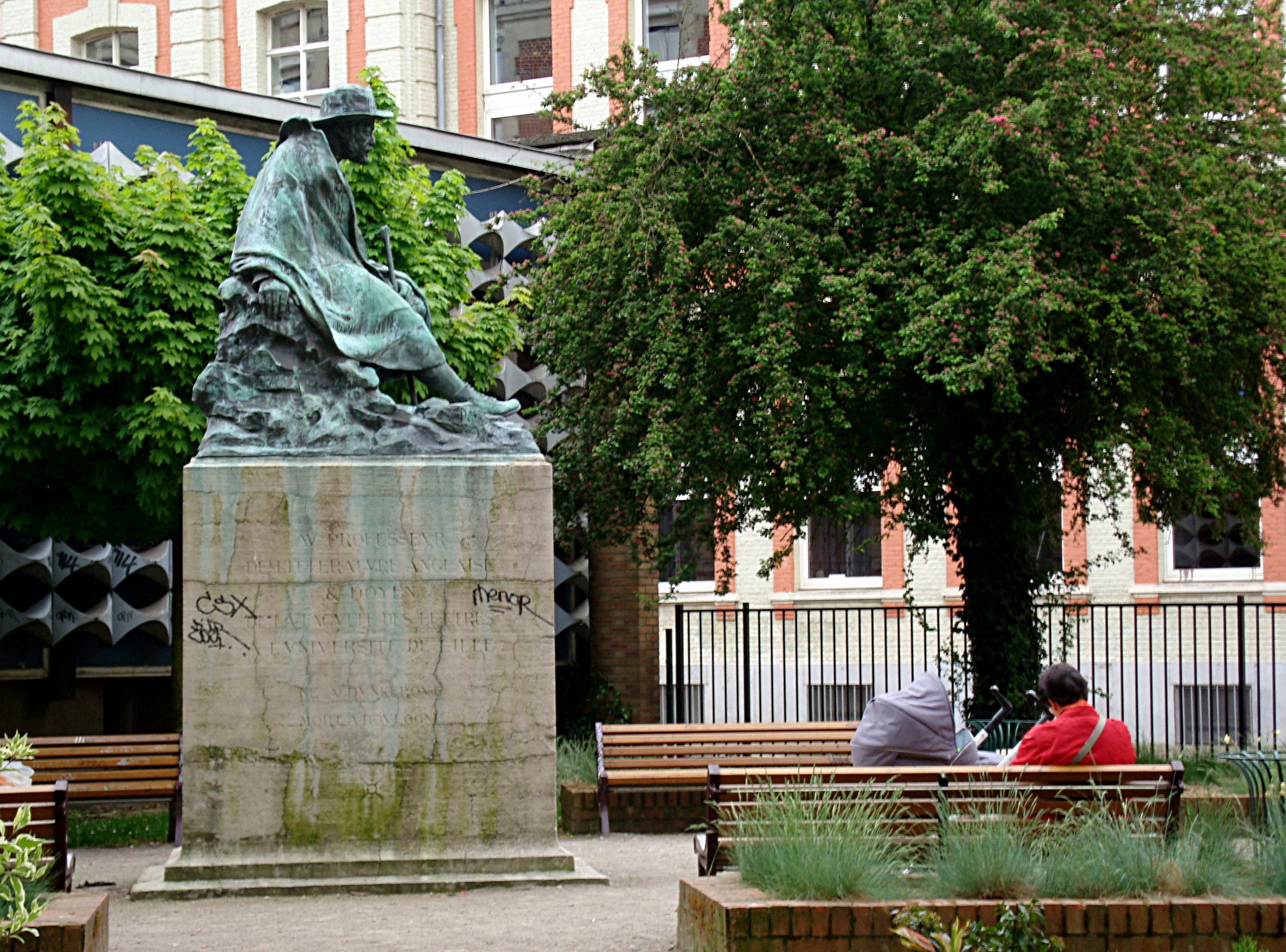
Statue d'Auguste Angellier, doyen de la faculté de lettres, vu de la rue Jeanne-d'Arc.
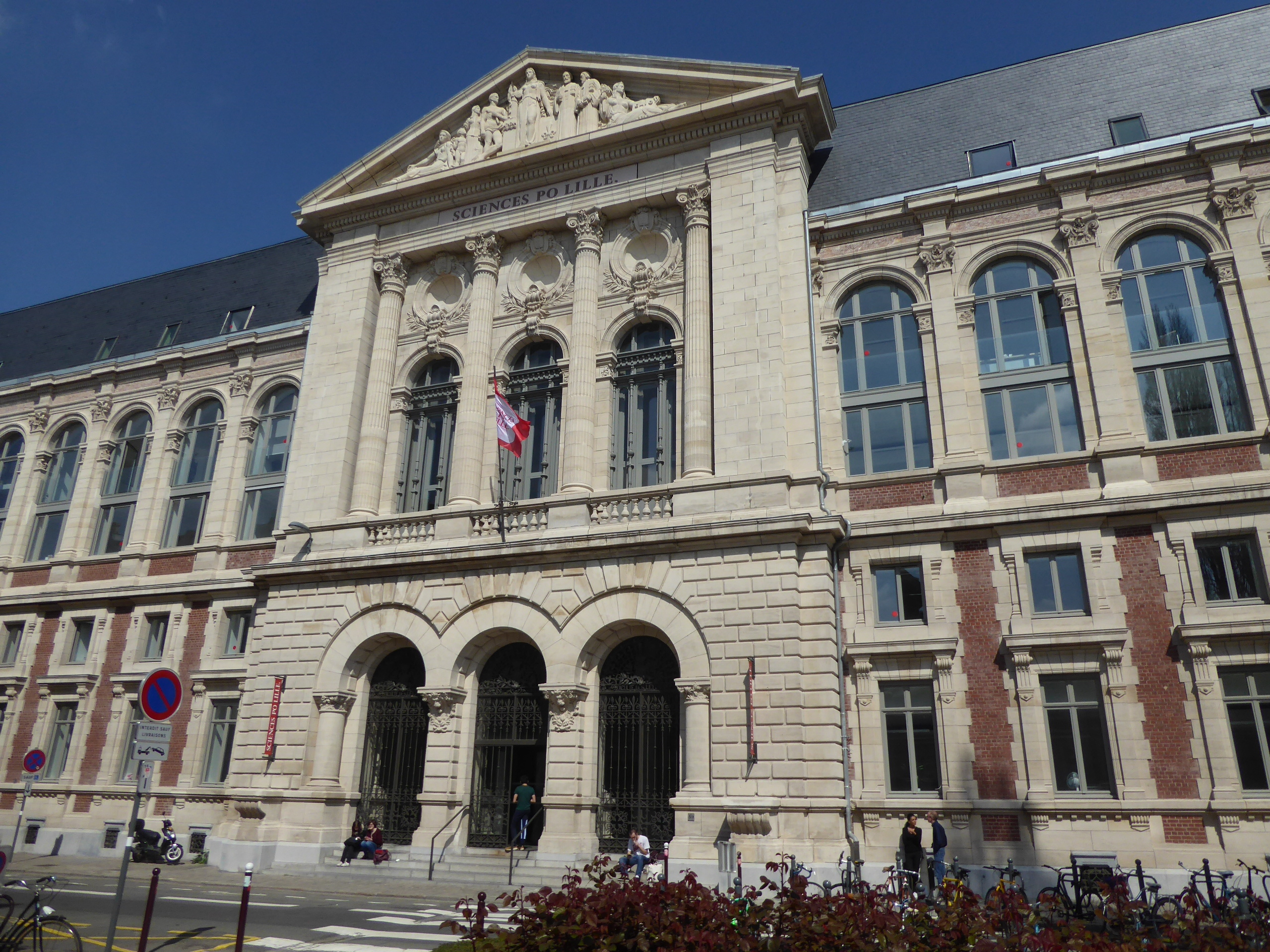
Ancienne faculté de lettres de Lille, à l'angle entre la rue Auguste-Angellier et la rue Jean-Bart.

### Campus Lille-III - Pont-de-Bois
En 1969, le ciné-club « Kino » est ouvert sur le futur campus de l'université Lille-III. Le chantier de l’ensemble universitaire est ouvert en 1971. En 1974, devenue université Lille-III, la faculté lilloise de lettres et sciences humaines quitte le cœur de la ville pour la banlieue. En effet, elle part s'installer dans la ville nouvelle de Villeneuve-d'Ascq, quartier Pont-de-Bois, et intègre des locaux imaginés par les architectes Pierre Vago et André Lys.
Entre 1994 et 1996, l'université accroît ses capacités d'accueil des étudiants. Elle bénéficie notamment d'une extension de ses locaux et elle entre en possession d'un bâtiment du site du Pont-de-Bois jusqu'à présent occupé par la faculté de droit (université Lille-II). En 2006, l'université Lille-III participe au mouvement contre le contrat première embauche, et accueille la Coordination nationale du mouvement les 1er et 2 avril 2006.

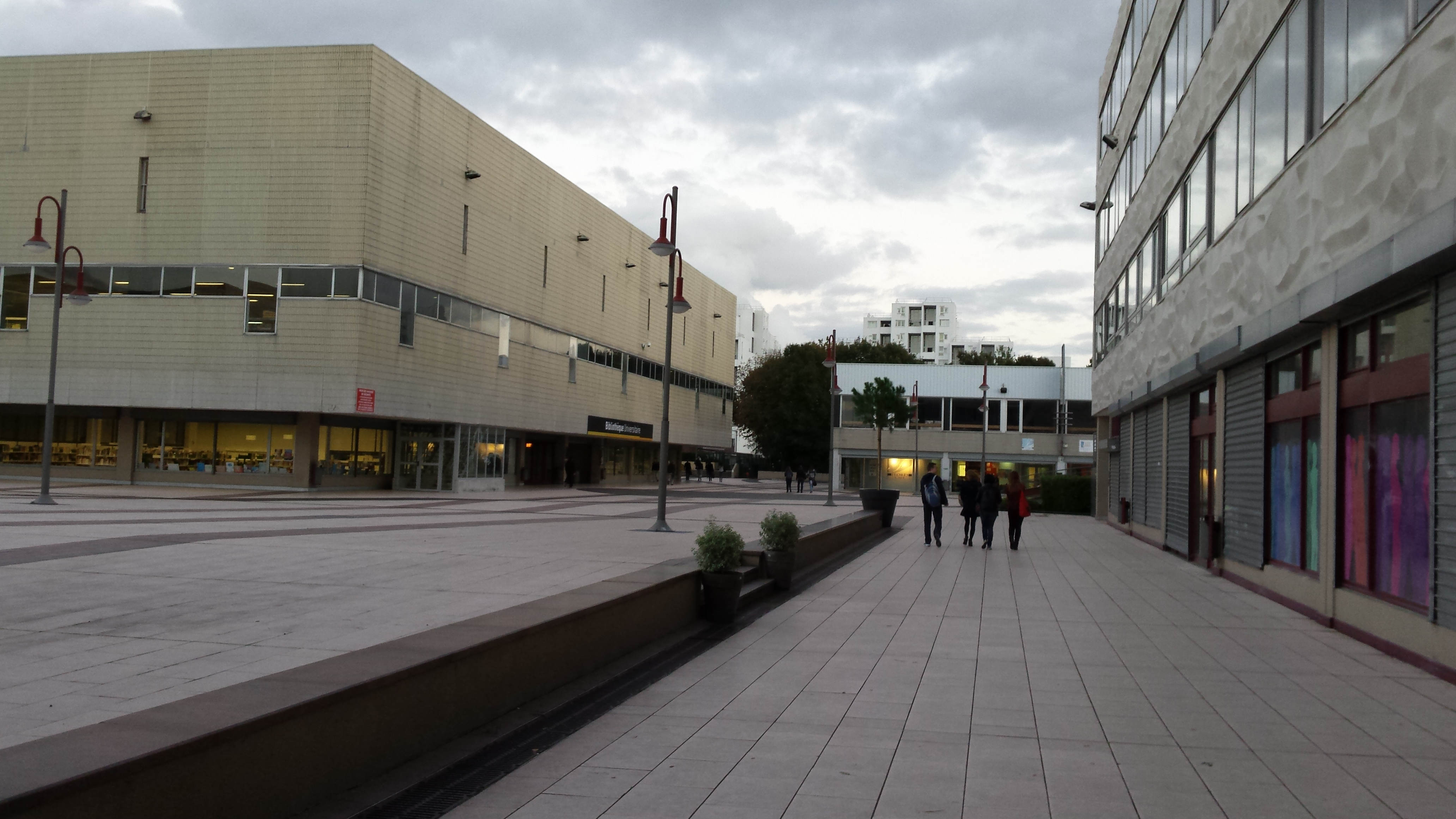
Campus Pont de Bois.
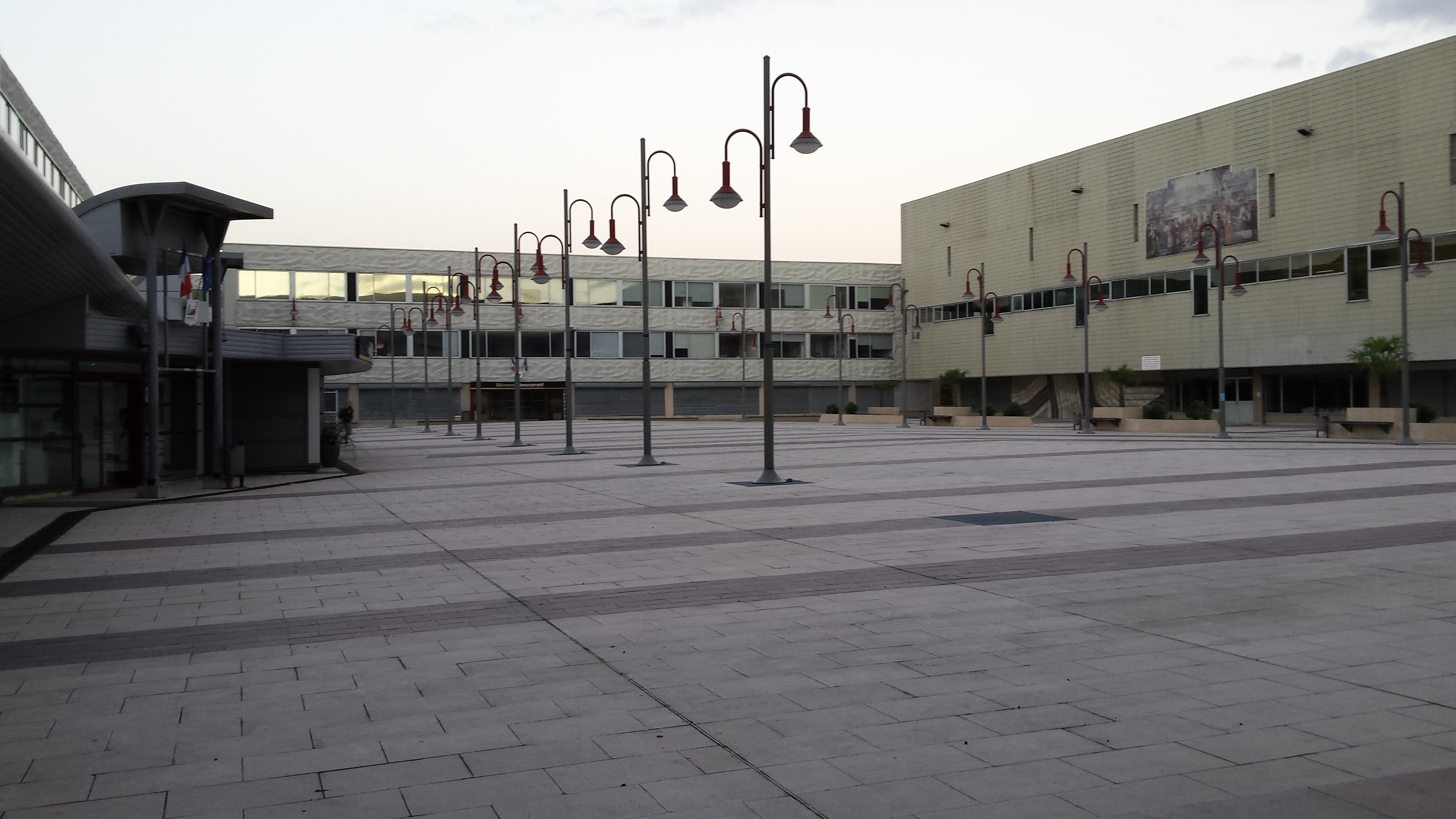
Campus Pont de Bois.
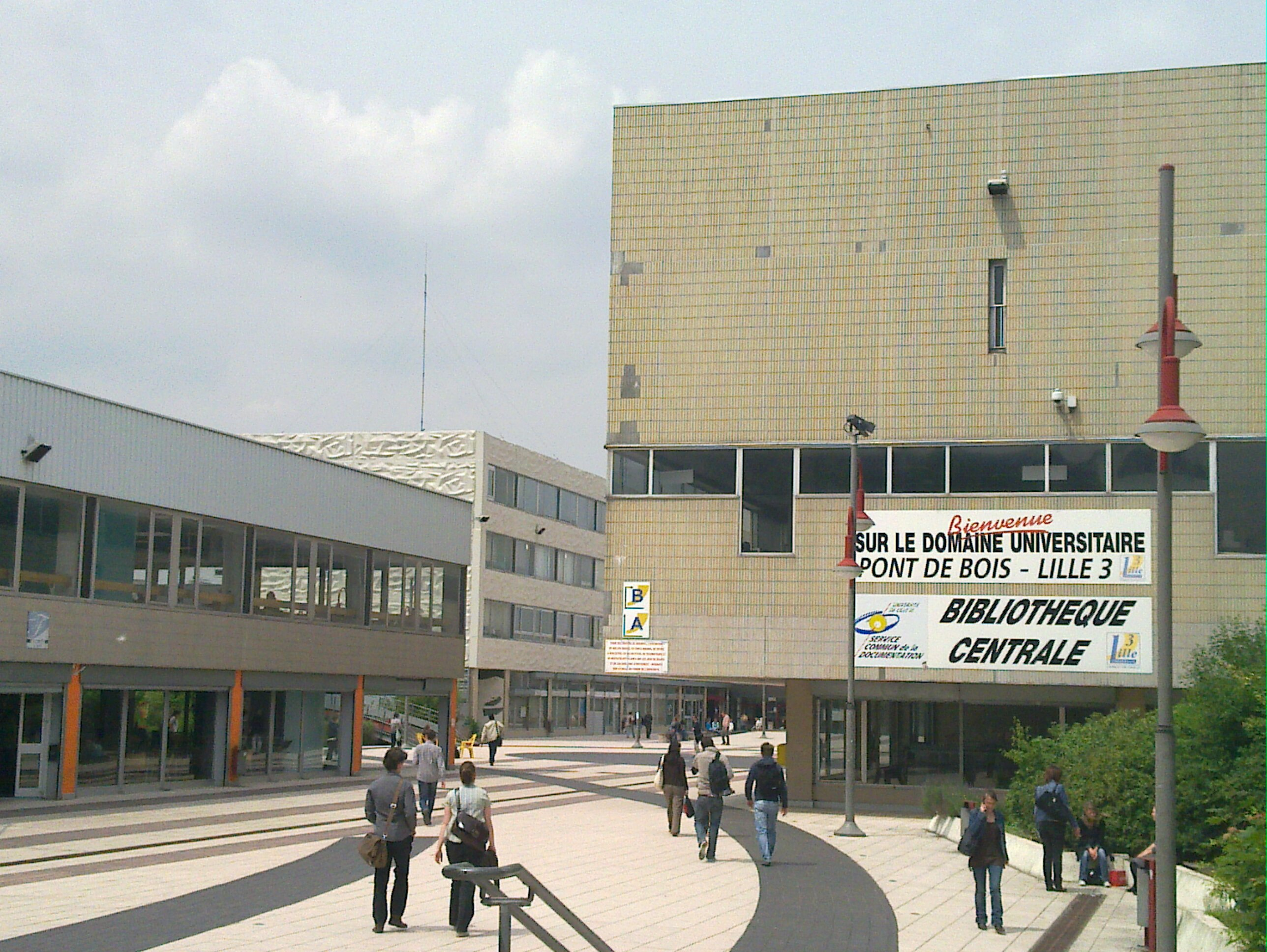
Entrée de l'université et bibliothèque.
Logo de l'université jusqu'en 2014.

## Composantes en 2017
Entre la rentrée 2012 et la dissolution de l'université en 2018, les UFR Angellier, Études germaniques et scandinaves et Études Romanes Slaves et Orientales sont regroupées dans la nouvelle UFR LLCE (Langues, Littératures et Civilisations Étrangères).
De même, les UFR Arts, Langues et Cultures antiques, Lettres modernes, Philosophie et Science du Langage sont regroupées dans la nouvelle UFR Humanités.
Et enfin, les UFR Sciences de l'Éducation, Infocom, Sciences de l'Information et de la Communication, Culture et Sociologie et Développement Social se sont regroupées pour former l'UFR DECCID (Développement Social, Éducation, Culture, Communication, Information Documentation).
Et aussi :
- Un service commun de Formation Continue (FCEP)
- Un institut de formation de Musiciens Intervenants
- Un Institut Universitaire de Technologie (IUTB)
- Une préparation aux IEP.

### Service commun de la documentation
Le Service commun de documentation de Lille-III s'organisait en un réseau impliquant, outre la Bibliothèque universitaire centrale, les bibliothèques d'UFR et de recherche de l'université.
Ces bibliothèques de proximité offraient aux étudiants et aux enseignants-chercheurs des espaces de travail où ils pouvaient se procurer les ouvrages et documents propres à leurs domaines d'études.

## Personnalités liées à l'université

### Enseignants
- Auguste Angellier, critique et historien de la littérature
- Édouard Ardaillon, géographie
- Jean Bollack, philosophie et philologie
- Anne Bonzon, histoire moderne
- Pierre Bourdieu, sociologie
- Noël Burch, études cinématographiques
- Emmanuel Chadeau, histoire contemporaine
- Jean-François Chanet, histoire contemporaine
- André Chevrillon, littérature
- Elisabeth Crouzet-Pavan, histoire médiévale
- Marie Darrieussecq, littérature
- Bernard Delmaire, histoire médiévale
- Jean-Marie Delmaire, histoire du judaïsme
- Roland Delmaire, histoire ancienne
- Albert Demangeon, géographie
- Gilles Deregnaucourt, histoire moderne
- Alain Derville, histoire médiévale
- Janine Desmulliez, histoire ancienne
- Juliette de La Genière, archéologie
- Jacqueline de Romilly, histoire ancienne
- Roger Dion, géographie
- François Debruyne, musique
- Jean-François Eck, histoire contemporaine
- Alfred Ernout, histoire ancienne
- Louisette Fareniaux, cinéma
- Michel Foucault, philosophie
- Guy Fourquin, histoire médiévale
- Marc Fumaroli, histoire
- Gérard Gayot, histoire moderne
- Pierre George, géographie
- Étienne Gilson, philosophie  et histoire
- Henri Gouhier,  philosophie
- René Grevet, historie moderne
- Philippe Guignet, histoire moderne
- Victor Henry, philologie
- Yves-Marie Hilaire, histoire contemporaine
- Vladimir Jankélévitch, philosophie  et musicologie
- René Jasinski, littérature
- Jean-Pierre Jessenne, histoire moderne
- Guy Jovenet, géographie
- Stéphane Lebecq, histoire médiévale
- Georges Lefebvre, histoire
- Régine Le Jan, histoire médiévale
- Hervé Leuwers, histoire moderne
- Alain Lottin, histoire moderne
- Pierre Macherey, philosophie
- Danilo Martuccelli, sociologie
- Alain-René Michel, histoire contemporaine
- Michel Mollat du Jourdin, histoire médiévale
- Robert Muchembled, histoire moderne
- Claude Nordmann, histoire moderne
- Édouard Perroy, histoire
- Charles Petit-Dutaillis, histoire médiévale
- Philippe Pinchemel, géographie
- Shahid Rahman, logique
- Dominique Rosselle, histoire moderne
- Michel Rouche, histoire médiévale
- John Scheid, archéologie
- Bertrand Schnerb, histoire médiévale
- Gérard Simon, philosophie
- Jean-François Sirinelli, histoire
- Gérard Sivéry, histoire médiévale
- Maximilien Sorre, géographie
- Louis Trenard, histoire
- Antoine Vacher, géographie
- Robert Vandenbussche, histoire contemporaine
- Jean Vavasseur-Desperriers, histoire contemporaine
- Jean Vercoutter, égyptologie
- Maurice Bardèche, littérature
- Dominique Viart, littérature
- Éric Weil, philosophie

### Étudiants
- Jean-Luc Brunin, évêque
- Gérald Darmanin, homme politique
- Stéphane Lebecq, historien
- Georges Lefebvre, historien
- Régine Le Jan, historienne
- Bernard Roman, homme politique
- Roger Salengro, homme politique
- Pauline Eyebe Effa, enseignante, économiste et entrepreneure camerounaise

## Vie étudiante

### Évolution démographique
L'évolution démographique de la population étudiante inscrite à la faculté des lettres de Lille puis à l'université Lille-III comprend plusieurs phases, qui ne sont pas corrélées avec les paliers d'accroissement de la population de Lille.
| 1887 | 1895 | 1906 | 1913-14 | 1914-15 | 1915-16 | 1918-19 | 1920 | 1939-40 |
| ---- | ---- | ---- | ------- | ------- | ------- | ------- | ---- | ------- |
| 138  | 305  | 162  | 341     | 22      | 55      | 26      | 239  | 547     |

| 1940-41 | 1943-44 | 1945-46 | 1967-68 | 2000   | 2001   | 2002   | 2003   | 2004   |
| ------- | ------- | ------- | ------- | ------ | ------ | ------ | ------ | ------ |
| 613     | 1 021   | 1 333   | 7 859   | 21 055 | 20 839 | 21 094 | 21 669 | 21 632 |

| 2005   | 2006   | 2007   | 2008   | 2009   | 2010   | 2011   | 2012   | 2013   |
| ------ | ------ | ------ | ------ | ------ | ------ | ------ | ------ | ------ |
| 20 532 | 19 795 | 18 318 | 17 532 | 18 357 | 18 141 | 18 814 | 18 367 | 18 660 |

| 2014   | 2015   | 2016   | - | - | - | - | - | - |
| ------ | ------ | ------ | - | - | - | - | - | - |
| 18 006 | 19 134 | 18 840 | - | - | - | - | - | - |

### Vie associative
En novembre 2011, l'université Lille-III comptait 51 associations étudiantes :
- 26 associations de filières :
- 8 associations liées à une formation ;
- 17 associations trans ou supra UFR.

- le forum des associations de novembre ;
- le cross universitaire (organisé en partenariat avec la ville de Villeneuve-d'Ascq et le Service Commun d'Action Sociale de l'université) ;
- le printemps des étudiants (jeux, concours, concerts et expositions).

### Élus étudiants de l'université
Vice-présidents étudiants de l'université
- Eleanor Moody (UNEF) - Philosophie (2004 - 2006)

- Théo Bélaud (UNEF) - Philosophie (2006 - 2008)
- François Duriez (UNEF) - Histoire-Géographie (2008 - 2010)
- Jérémy Diamphy (UNEF) - Histoire-Géographie - 1er mandat (2010 - 2012)
- Jérémy Diamphy (UNEF) - Sociologie-Histoire et Développement social - 2e mandat (2012 - 2014)
- Anthony Fieret (Inter'Asso Lille 3) - Psychologie (2014 - 2016)
- Victorin Pinel (UNEF) - Lettres mathématiques (2016 - 2018)

### Aumônerie
L'aumônerie est commune aux universités Lille-I et Lille-III et se situe au 91 rue Yves-Decugis, à Villeneuve-d'Ascq. Elle a pour « saint patron » le bienheureux Pier Giorgio Frassati.

### Parc des facultés
Le parc des facultés, au milieu du campus abritait notamment La Tour de Rêves, une sculpture métallique de Berto Lardera (1911-1999).